# Raymundo Edson de Araújo Leitão

Raymundo Edson de Araújo Leitão (28 de julho de 1920) é um médico brasileiro.
Graduado em 1950 na Faculdade Nacional  de Medicina da Universidade do Brasil, é especialista em medicina física e reabilitação (MF&R). Foi eleito membro honorário da Academia Nacional de Medicina em 1984.

Fundação da Academia Brasileira de Medicina de Reabilitação (ABMR)
A ideia de criação da ABMR ocorreu no gabinete do Dr. Odir M. Pereira, que na ocasião era diretor do Departamento de Reabilitação Profissional da Secretaria de Serviços Previdenciários do INPS (Instituto Nacional de Previdência Social – que fazia parte do Ministério do Trabalho e da Previdência Social - MTPS), juntamente com o Dr. H. Baptista e o Dr. Raymundo Edson de Araújo Leitão que passaram, a partir de então, a trabalhar para a criação da Academia de Reabilitação com a finalidade de consultoria para ao INPS e ao MTPS.

Em sessão realizada no dia 26 de janeiro de 1972, houve a eleição da primeira Diretoria, com mandato de dois anos e que ficou assim constituída: Presidente - Prof. Raymundo Edson de Araújo Leitão; 1º Vice-presidente - Dr. Renato C. Bonfim; 2º Vice-presidente - Dr. Odir M. Pereira; Secretário Geral Dr. Juercio S. Brandão; 2º Secretário Dr. Fernando Nova e Tesoureiro - Dr. Waldemar Wettreich.
Os motivos da fundação da ABMR, segundo discurso proferido pelo Prof. Raymundo Edson de Araújo Leitão na ocasião da fundação, seria o de congregar os nomes de maior destaque das várias especialidades que tenham se dedicado à causa da Reabilitação. Ressaltou, ainda, que a maioria dos fundadores da Academia Brasileira de Medicina de Reabilitação é também de fundadores da Sociedade Brasileira de Medicina Física e Reabilitação e não há o menor pensamento em prejudicar a esta, que todos prestigiam, cabendo à Academia justamente prestigiar a Sociedade Brasileira de Medicina Física e Reabilitação bem como a todas as sociedades médicas.